# Orquestra Sinfônica de Oakville
A Orquestra Sinfónica (português europeu) ou Sinfônica (português brasileiro) de Oakville é uma orquestra canadense situada em Oakville, Ontário, no Canadá.

## História
A orquestra foi fundada em 1967 por Kenneth Hollier, um músico local e educador. A orquestra apresenta-se no Centro de Performances Artísticas de Oakville. Em 1968, o pequeno grupo fez seu primeiro ensaio na sala de música da Escola T. A. Blakelock e alguns desses continuam na orquestra. A primeira performance foi realizada em 24 de junho de 1968.
Ao longo da sua história, ela vem colaborando alguns grupos locais, como a Sociedade Choral White Oaks, a Ópera Clarkson e a Escola de balé de Oakville. A orquestra apresenta-se no Centro de Oakville desde sua inauguração, em 1977 e apresenta concertos no Festival Oakville Waterfront e em escolas e igrejas locais.
Desde 1998 o maestro da orquestra é Roberto de Clara e o seu sucesso é tanto que em seus concertos, 100% das cadeiras são vendidas.

## Diretores Musicais
- Kenneth Hollier (1967-1973)
- David Gray (1973-1976)
- Anthony Royse (1976-1983)
- Syd Reid (1983-1987)
- David Miller (1987-1996)
- Roberto De Clara (1998-2020)
- Lorenzo Guggenheim (2022-)